# Farratges (Toralla)
L'Abeller és una partida agrícola de muntanya del terme municipal de Conca de Dalt, a l'antic terme de Toralla i Serradell, en territori del poble de Toralla.
Està situada a tocar al sud-est de Toralla, al nord de la Carretera de Toralla, a ponent de la partida de l'Abeller i al sud-oest de la Colomina, al nord-oest de lo Planell.